# PAK TA
PAK TA är nästa generations militära transportplan som Ryssland planerar att bygga. Planet beräknas kunna ta laster på upp till 200 ton, till exempel stridsvagnar och soldater. Målet är att snabbt kunna flytta militär utrustning och personal till ett visst område varsomhelst på jorden inom några timmar. Med ett antal av dessa plan så kan man till exempel förflytta upp till 400 Armata stridsvagnar samtidigt. Planet ska kunna flyga i upp till 2000 km/h och till 2024 beräknas 80 plan vara byggda.